# SMS Blitz (1888)
SMS Blitz − austro-węgierska kanonierka torpedowa z końca XIX wieku, biorąca udział w I wojnie światowej.

## Budowa i klasyfikacja
SMS „Blitz” wraz z bliźniaczym „Komet” należał do grupy sześciu kanonierek torpedowych zamówionych w latach 1888−1892 przez marynarkę Austro-Węgier w celu sprawdzenia typu okrętu najlepiej dostosowanego do potrzeb marynarki. Oba były zbudowane w niemieckiej stoczni Schichau-Werke w Elblągu i stanowiły ulepszenie projektu pierwszej kanonierki torpedowej zbudowanej tam dla Austro-Węgier, SMS „Meteor”, od której odróżniały się przede wszystkim nieco dłuższym kadłubem i większą prędkością. Trzy zbudowane później kanonierki torpedowe należały już do różnych innych projektów. W służbie austro-węgierskiej jednostki te klasyfikowano oryginalnie jako Torpedofahrzeug, która to nazwa oznaczała początkowo okręty torpedowe o długości do 61 m (200 stóp) i była następnie używana także dla kontrtorpedowców. Wzorując się na brytyjskiej terminologii, okręty te nazywano też nieoficjalnie niszczycielami (niem. Zerstörer), co spotyka się także w literaturze, jednakże ustępowały one znacząco niszczycielom prędkością i miały słabsze uzbrojenie.
Okręt miał konstrukcję wywodzącą się z powiększonych torpedowców, z gładkopokładowym kadłubem, dziobnicą o formie taranowej i sporym nawisem rufowym. W widoku z góry kadłub miał charakterystyczny dla torpedowców budowy Schichaua wrzecionowaty obrys, osiągający największą szerokość za śródokręciem. Okręt miał jedynie szczątkową nadbudówkę dziobową, z odkrytym pomostem bojowym oraz jeden pochyły komin. Napęd stanowiła trzycylindrowa maszyna parowa potrójnego rozprężania o mocy indykowanej 2900 KM, napędzająca jedną śrubę. Oprócz głównego steru zawieszonego za śrubą, pod nawisem rufowym, okręt miał pomocniczy ster dziobowy.

## Służba
Po wejściu do służby w 1889, SMS „Blitz” operował na akwenie Morza Śródziemnego i mórz przyległych, głównie uczestnicząc w pływaniu z eskadrą w letnich miesiącach. Między innymi bazował w Pireusie pomiędzy listopadem 1895 a marcem 1896 oraz brał udział w międzynarodowej blokadzie portu Chania na tureckiej Krecie między 10 kwietnia a 4 grudnia 1897. Od 1905 roku pozostawał w rezerwie. Po wybuchu I wojny światowej do 1917 stacjonował w Zatoce Kotorskiej.
„Blitz” przetrwał wojnę. W styczniu 1920 został przez konferencję międzyaliancką w Paryżu przyznany Włochom i tam złomowany.

## Dane
Uzbrojenie
- początkowe:
  - 2 armaty 47 mm L/44 SFK (2xI)
    - długość lufy: 44 kalibry (L/44)

  - 7 armat 47 mm L/33 SFK (7xI)
    - długość lufy: 33 kalibry (L/33)

  - 1 wyrzutnia torpedowa 350 mm (stała na dziobie - w dziobnicy)
- od 1903:
  - 8 armat 47 mm (8xI)
  - 2 wyrzutnie torped 350 mm (1 stała na dziobie, 1 obrotowa na rufie)[9]